# چیائو ژوان هوا
چیائو ژوان هوا (انگلیسی: Qiao Guanhua)؛ (زادهٔ ۲۸ مارس ۱۹۱۳ – درگذشته ۲۲ سپتامبر ۱۹۸۳) سیاست‌مدار اهل چین بود. وی از نوامبر ۱۹۷۴ تا دسامبر ۱۹۷۶ عهده‌دار سمت وزیر امور خارجه چین بود.
چیائو ژوان هوا در ۲۲ سپتامبر ۱۹۸۳، در سن ۷۰ سالگی بر اثر سرطان ریه درگذشت.